# Arega
Arega es una freguesia portuguesa del municipio de Figueiró dos Vinhos, con 28,49 km² de superficie. Su densidad de población es de 40,5 hab/km².